# Vanderley
Vanderley Soares Mancilla (ur. 28 kwietnia 1940 w Pouso Alto) – piłkarz brazylijski, występujący na pozycji pomocnika.

## Kariera klubowa
Karierę piłkarską Vanderley rozpoczął we CR Flamengo w 1955 roku. Z Flamengo zdobył mistrzostwo stanu Rio de Janeiro – Campeonato Carioca w 1963 roku. W trakcie sezonu 1963/1964 Vanderley wyjechał do Europy do beniaminka ligi hiszpańskiej Levante Walencja. W Levante występował przez półtora sezonu i po spadku Levante z ligi powrócił do Brazylii.
W 1966 roku występował w Clube Atlético Mineiro. W 1967 roku powrócił do Hiszpanii i został zawodnikiem pierwszoligowej Málagi. Z Málagą spadł do drugiej ligi w 1969 roku. Karierę zakończył w innym hiszpańskim drugoligowcu - Hérculesie Alicante w 1971 roku.

## Kariera reprezentacyjna
W 1959 roku Vanderley uczestniczył w Igrzyskach Panamerykańskich, na których Brazylia zajęła drugie miejsce. Vanderley na turnieju w Chicago był rezerwowym i nie wystąpił w żadnym meczu.